# Eurypontydzi
Eurypontydzi (gr. Ευρυπωντίδες) – jedna z dwóch dynastii (obok Agiadów), które przez stulecia wspólnie panowały w Sparcie. Jej nazwa pochodzi od Eurypona, syna Proklesa. Prokles miał być jednym z bliźniąt – bratem Eurystenesa, protoplasty drugiej dynastii – co spowodowało trudność w ustaleniu primogenitury i ostatecznie stało się źródłem stałej diarchii.
Herodot podaje następującą listę królów: Hyllos, syn Heraklesa, Kleodajos, Aristomach, Aristodemos, Prokles, Euryfont (Eurypont), Prytanis, Polydektes, Eunomos, Charilaos, Neander, Teopomp, Anaksandridas, Archidemos, Leutychides I, Hippokratides, Hegesilaos, Menares, Leutychides II, który był wodzem naczelnym i panował w latach 491–469 p.n.e. Do wybitnych przedstawicieli tej dynastii należą Agis II, syn Archidamosa, który odegrał ważną rolę w czasie wojny peloponeskiej. Osiągnął on tron w 426 r. p.n.e. Po nim istotną rolę odgrywali: Agis III, syn Archidamosa III, który stanął na czele powstania przeciwko Aleksandrowi Wielkiemu w 333 r. p.n.e., i Agis IV, syn Eudamidasa II, który zamierzał przeprowadzić w 245 r. p.n.e. reformę stosunków własnościowych w Sparcie i odnowić społeczeństwo, opierając się na zasadach Likurga.